# Шавен
Шавен (фр. Chavin) насеље је и општина у централној Француској у региону Центар (регион), у департману Ендр која припада префектури Шаторо.
По подацима из 2011. године у општини је живело 280 становника, а густина насељености је износила 19,99 становника/km². Општина се простире на површини од 14,01 km². Налази се на средњој надморској висини од 155 метара (максималној 276 m, а минималној 154 m).

## Демографија
| 1962. | 1968. | 1975. | 1982. | 1990. | 1999. | 2011. |
| ----- | ----- | ----- | ----- | ----- | ----- | ----- |
| 310   | 335   | 311   | 292   | 288   | 301   | 280   |

График промене броја становника у току последњих година